# Mannargudi
Mannargudi (en tamoul : மன்னார்குடி ; appelée parfois Mannai (மன்னை) dans le langage institutionnalisé par les puristes tamouls), autrefois Mannar Koil, Mannar Covil ou Manapacoui (orthographié aussi Manapaconi) en français,,, est une ville du sud de l'Inde, situé dans le district de Tiruvarur de l'État du Tamil Nadu.
Mannargudi, proche de la ville de Thiruvarur, est célèbre pour son temple vishnouïte de Sri Rajagopalaswamy (Krishna), et dans une moindre mesure pour son temple jaïn de Mallinathaswamy (Mallinath). La commune compte parmi sa population une importante proportion de kallars, de brahmanes et de jaïns. Une autre particularité de sa population étant qu'elle est à une majorité écrasante hindoue (plus de 90 %), ce qui est plutôt rare dans cet État relativement multiconfessionnel.
La ville fut longtemps le fief de V. K. Sasikala (en), une éminente membre du parti politique régional AIADMK, et une proche de l'ancienne ministre en chef du Tamil Nadu Jayalalithaa Jayaram.

## Toponymie
Le nom Mannargudi est composé des mots மன்னார் (mannār), un des noms de Vishnou, et குடி (kuḍi), qui signifie « bourg » ou « ville », l'ensemble signifiant le « bourg de Vishnou ».
La ville fut également appelée மன்னார்கோயில் (mannārkōyil) ou ராஜமன்னார் கோயில் (rājamannār kōyil), qui signifient respectivement « Temple de Mannar (Vishnou ou Krishna) » ou « Temple du roi Mannar », noms donnés d'après la dédicace de Krishna au temple de Sri Rajagopalaswamy, Rajamannar (ராஜமன்னார்). Le nom de Rajamannarkoil permettant aussi de la différencier de Kattumannarkoil (காட்டுமன்னார்கோயில் ; « Temple de Mannar de la forêt ») ou Mannarkoil, une autre localité du même nom situé près de Chalambron ou Chidambaram. L'existence d'un troisième « Mannarkoil » peut être aussi remarqué près de Ambasamudram, dans le sud du Tamil Nadu, où est aussi présent un temple dédié à Rajagopalaswamy.

## Histoire
Mannargudi, situé dans le delta de la Cavéry, est fondé sous la dynastie Chola au XIe siècle en tant que agraharam (en) (village brahmane) par le souverain Rajadhiraja Chola (1018-1054). La commune est un important centre religieux et lieu de pèlerinage qui s'organise autour de son temple de Shri Rajagopalasvami. Ce temple d'obédience sri vishnouïte est rénové et agrandi à plusieurs reprises par les différents États qui règnent sur la région de Tanjore.
Les Naïcks de Tanjore, qui furent de grands dévots de Gopalaswamy, firent de ce lieu leur sanctuaire principal et tutélaire (temple de kuladevata), le temple dans sa configuration actuelle témoigne de ce patronage particulier. D'ailleurs, c'est au Nayak Vijaya Raghava, régnant de 1634 à 1673, que le site doit son gopuram (tour de la porte d'entrée).